# Liste der Biografien/Cort
Liste der Biografien |
Portal Biografien |
Personensuche
# |
A |
B |
C |
D |
E |
F |
G |
H |
I |
J |
K |
L |
M |
N |
O |
P |
Q |
R |
S |
T |
U |
V |
W |
X |
Y |
Z |
?
 
Ca |
Cb |
Cc |
Ce |
Ch |
Ci |
Cj |
Ck |
Cl |
Cm |
Cn |
Co |
Cr |
Cs |
Ct |
Cu |
Cv |
Cw |
Cy |
Cz
 
Coa–Cod |
Coe–Cok |
Col |
Com |
Con |
Coo–Coq |
Cor |
Cos |
Cot |
Cou |
Cov |
Cow |
Cox |
Coy |
Coz
 
Cora |
Corb |
Corc |
Cord |
Core |
Corf |
Corg |
Cori |
Cork |
Corl |
Corm |
Corn |
Coro |
Corp |
Corr |
Cors |
Cort |
Coru |
Corv |
Corw |
Cory |
Corz
Die Liste der Biografien führt alle Personen auf, die in der deutschsprachigen Wikipedia einen Artikel haben. Dieses ist eine Teilliste mit 208 Einträgen von Personen, deren Namen mit den Buchstaben „Cort“ beginnt.

## Cort
- Cort Nielsen, Magnus (* 1993), dänischer Radrennfahrer
- Cort van der Linden, Pieter (1846–1935), niederländischer Politiker der Liberalen Partei
- Cort, Bud (* 1948), US-amerikanischer Schauspieler und Komiker sowie Regisseur und DrehbuchautorBud Cort (* 1948)

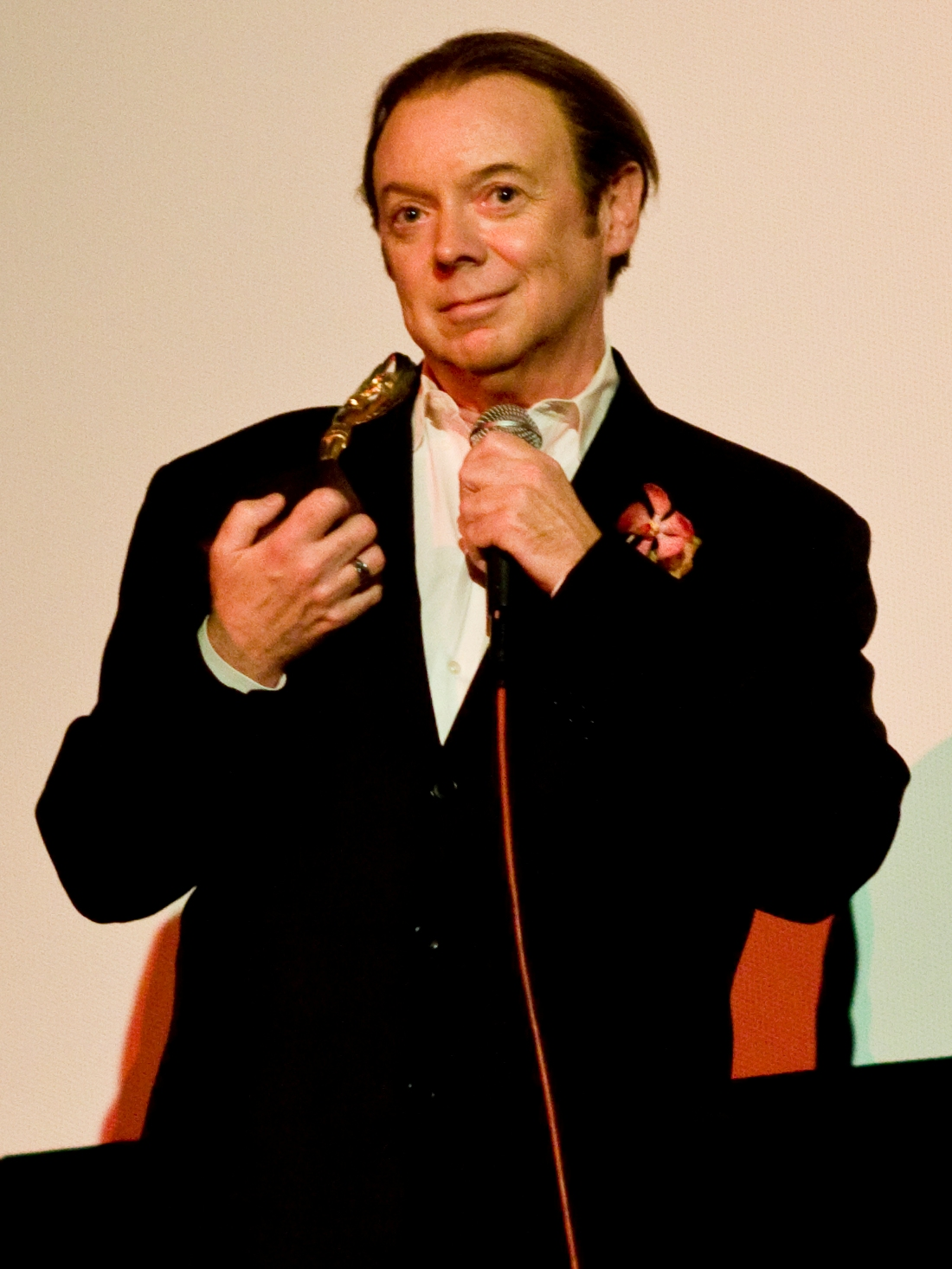
Bud Cort (* 1948)

- Cort, Carl (* 1977), englischer Fußballspieler
- Cort, Cornelis (1533–1578), niederländischer Kupferstecher
- Cort, Henry (1740–1800), englischer Metallurg und Unternehmer; Erfinder des Puddelverfahrens
- Cort, Leon (* 1979), englischer Fußballspieler
- Cort, Robert W., US-amerikanischer Filmproduzent

### Corta
- Cortaberría, José (* 1990), uruguayischer Fußballspieler
- Cortada i Sala, Joan (1805–1868), katalanischer Schriftsteller
- Cortambert, Eugène (1805–1881), französischer Bibliothekar und Geograph
- Cortanze, André de (* 1941), französischer Autorennfahrer und Rennwagenkonstrukteur
- Cortanze, Martine de (* 1945), französische Rallye-, Enduro- und Powerboatfahrerin, Journalistin und Autorin
- Cortassa, Nadia (* 1978), italienische Triathletin
- Cortázar, Eduardo (* 1947), chilenischer Fußballspieler
- Cortázar, Ernesto Jr. (1940–2004), mexikanischer klassischer Komponist und Pianist
- Cortázar, Ernesto Sr. (1897–1953), mexikanischer Komponist, Schauspieler, Regisseur und Drehbuchautor
- Cortázar, Julio (1914–1984), argentinisch-französischer Schriftsteller und Intellektueller und neben Jorge Luis Borges einer der bedeutendsten Autoren der phantastischen LiteraturJulio Cortázar (1914–1984)

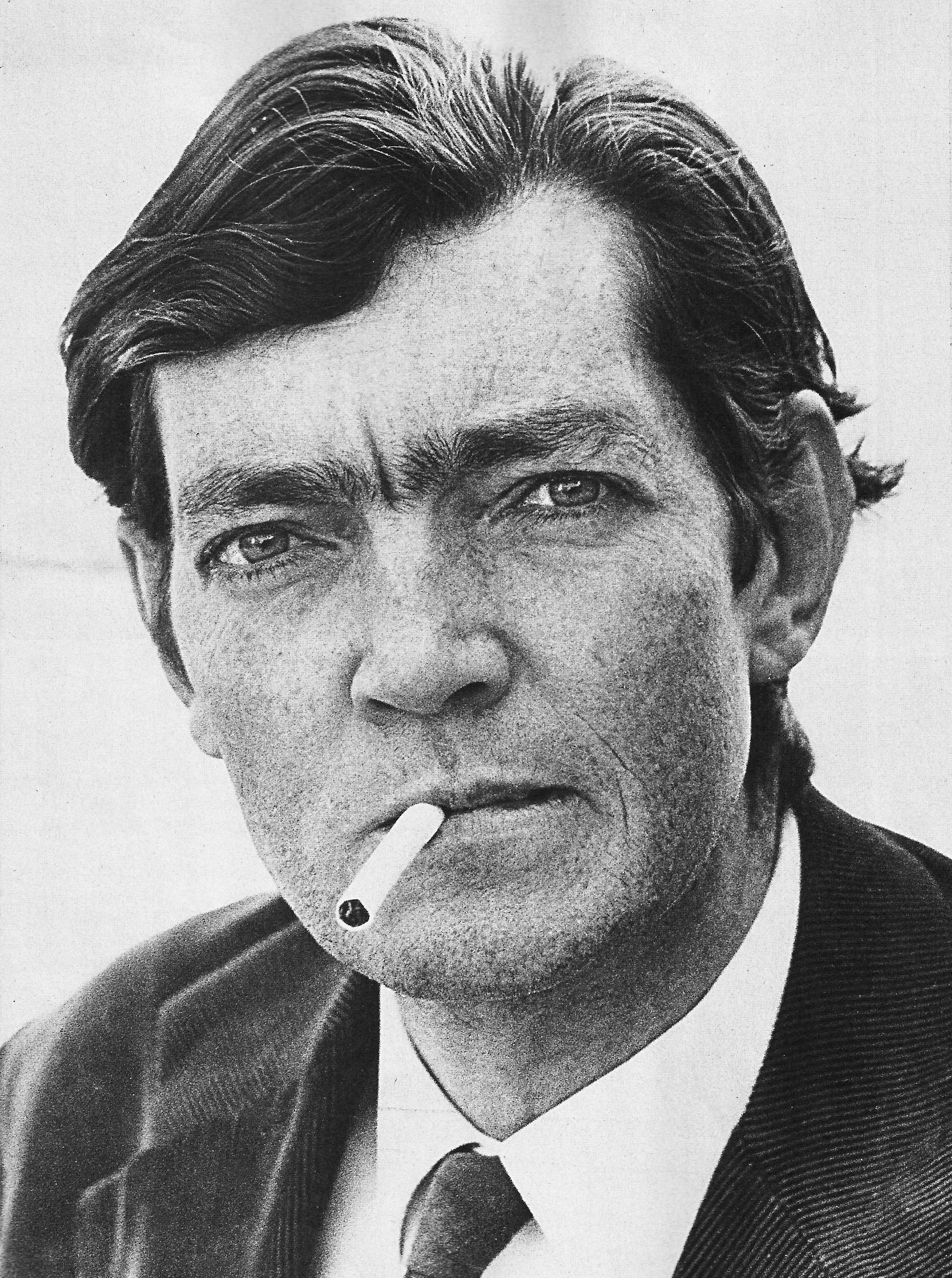
Julio Cortázar (1914–1984)

- Cortázar, Modesto (1783–1862), Ministerpräsident von Spanien

### Corte
- Corte Real, Diogo Mendoça de (1658–1736), portugiesischer Diplomat und Politiker
- Corte, Claudio, italienischer Reitmeister
- Corte, Erna (1892–1975), deutsche Sozialpolitikerin
- Corte, Juan de la (1597–1660), spanischer Maler
- Corte, Justine del (* 1966), deutsche Schauspielerin, Theater- und Drehbuchautorin
- Corte-Real de Araújo, Alexandre Gentil, osttimoresischer Politiker, Richter und Beamter
- Corte-Real, Adriano (* 1946), osttimoresischer Politiker
- Corte-Real, Aleixo (1886–1943), osttimoresischer Widerstandskämpfer im Zweiten Weltkrieg
- Côrte-Real, António de Mendonça (* 1755), portugiesischer Gouverneur von Portugiesisch-Timor
- Côrte-Real, Benjamim (* 1961), osttimoresischer Sprachwissenschaftler und Hochschullehrer
- Corte-Real, Gaspar († 1501), portugiesischer Seefahrer und jüngster Sohn von João Vaz Corte-Real
- Côrte-Real, Gina, osttimoresische Beamtin
- Corte-Real, João Vaz († 1496), portugiesischer Seefahrer
- Côrte-Real, Leví Bucar (* 1972), osttimoresischer Unabhängigkeitsaktivist
- Corte-Real, Miguel, portugiesischer Seefahrer und jüngster Sohn von João Vaz Corte-Real
- Corte-Real, Nazario, osttimoresischer Milizionär
- Corte-Real, Rosária, Ministerin für Bildung und Kultur von Osttimor
- Corteccia, Francesco (1502–1571), italienischer Organist, Kapellmeister und Komponist
- Corteggi, Luigi (1933–2018), italienischer Illustrator
- Corteggiani, Augustin (1935–2019), französischer Radrennfahrer
- Corteggiani, François (1953–2022), französischer Comicautor und -zeichner
- Cortelezzi, Sergio (* 1994), uruguayischer Fußballspieler
- Cortellesi, Paola (* 1973), italienische Schauspielerin, Moderatorin und FilmregisseurinPaola Cortellesi (* 1973)

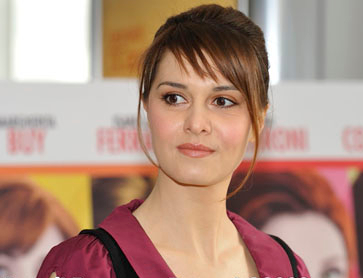
Paola Cortellesi (* 1973)

- Cortellini, Camillo (* 1561), italienischer Komponist, Kapellmeister, Instrumentalist und Sänger
- Cortellini, Cristina (* 1972), Schweizer Politikerin (glp)
- Cortelyou, George B. (1862–1940), US-amerikanischer Politiker, Handels-, Arbeits-, Post- und Finanzminister
- Corterier, Fritz (1906–1991), deutscher Politiker (SPD), MdB, MdEP
- Corterier, Peter (1936–2017), deutscher Politiker (SPD), MdB, MdEP
- Cortés Caballero, David (* 1979), spanischer Fußballspieler
- Cortés Contreras, Alfonso (* 1947), mexikanischer Geistlicher, emeritierter römisch-katholischer Erzbischof von León
- Cortés Juárez, Erasto (1900–1972), mexikanischer Grafiker
- Cortés Lastra, Ricardo (* 1969), spanischer Politiker (Partido Socialista Obrero Español), MdEP
- Cortes Oliveira Góis, Pedro Henrique (* 1992), brasilianisch-osttimoresischer Fußballspieler
- Cortés Quero, Manuel (1906–1991), spanischer Sozialist und Bürgermeister
- Cortés Rendón, Luis Albeiro (1952–2022), kolumbianischer römisch-katholischer Geistlicher, Weihbischof in Pereira
- Cortés Rocha, Xavier, mexikanischer Architekt und Stadtplaner
- Cortés Sánchez, Rosalío († 1884), nicaraguanischer Politiker und Mitglied der Regierungsjunta
- Cortés Soriano, Agustín (* 1947), spanischer Geistlicher, emeritierter römisch-katholischer Bischof von Sant Feliu de Llobregat
- Cortés Vargas, Carlos (1883–1954), kolumbianischer Militär
- Cortés, Adrián (* 1983), mexikanischer Fußballspieler
- Cortés, Alejandro (* 1977), kolumbianischer Radrennfahrer
- Cortês, Alfredo (1880–1946), portugiesischer Dramatiker
- Cortés, Alma (* 1997), mexikanische Leichtathletin
- Cortés, Antonio (1827–1908), spanisch-französischer Maler
- Cortés, Arnulfo (1931–1994), mexikanischer Fußballspieler
- Cortés, Ascanio (1914–1998), chilenischer Fußballspieler
- Cortés, Brayan (* 1995), chilenischer Fußballspieler
- Cortés, Carlos, mexikanisch-amerikanischer Toningenieur
- Cortés, Carmen (* 1957), spanische Flamenco-Tänzerin
- Cortés, César (* 1984), chilenischer Fußballspieler
- Cortes, Corinna (* 1961), US-amerikanische Informatikerin
- Cortès, Édouard (1882–1969), französischer Maler
- Cortés, Efraín (* 1984), kolumbianischer Fußballspieler
- Cortès, Enric (* 1939), katalanischer Kapuziner und Bibelwissenschaftler
- Cortés, Federico (* 1937), argentinischer Radrennfahrer
- Cortés, Fernando (1909–1979), puerto-ricanischer Schauspieler, Drehbuchautor und Regisseur
- Cortés, Gerardo (* 1988), chilenischer Fußballspieler
- Cortés, Gregorio (* 1953), mexikanischer Fußballtorhüter
- Cortés, Helena (* 1962), spanische Literaturwissenschaftlerin und Übersetzerin
- Cortés, Hernán (1485–1547), spanischer Konquistador und EntdeckerHernán Cortés (1485–1547)

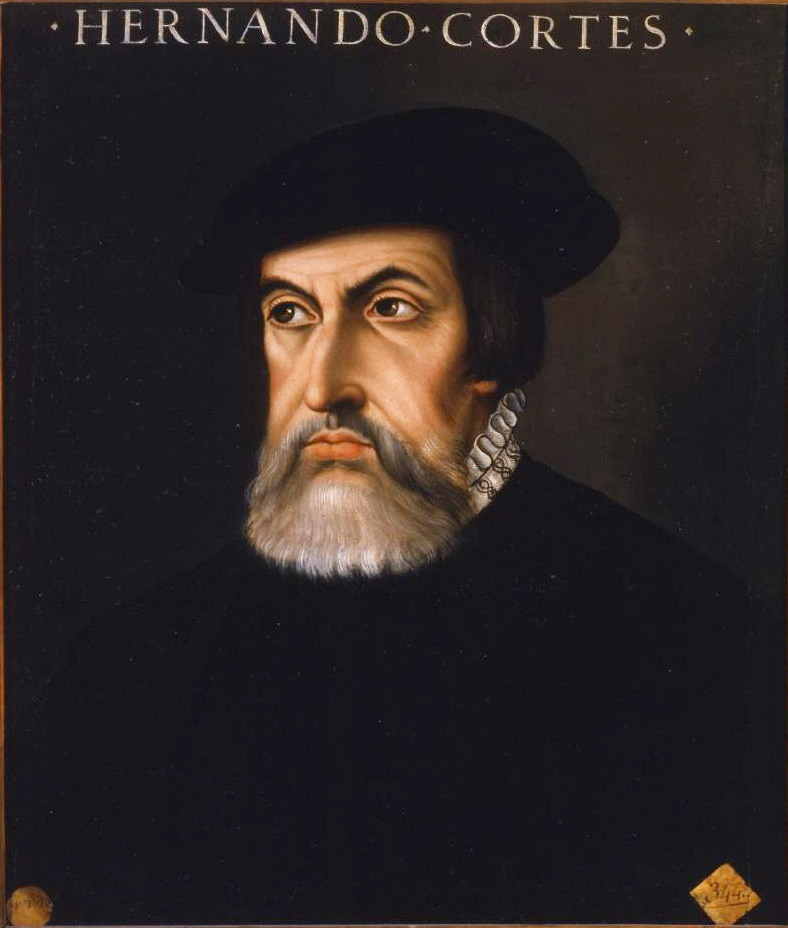
Hernán Cortés (1485–1547)

- Cortés, Javier (* 1989), mexikanischer Fußballspieler
- Cortés, Joaquín (* 1969), spanischer Tänzer
- Cortés, Julio César (1941–2025), uruguayischer Fußballspieler und TrainerJulio César Cortés (1941–2025)

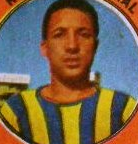
Julio César Cortés (1941–2025)

- Cortés, Mapita (1938–2006), puerto-ricanische Schauspielerin
- Cortés, Mapy (1910–1998), puerto-ricanische Schauspielerin
- Cortés, Martín (1523–1595), Sohn des spanischen Eroberers Hernán Cortés
- Cortés, Martín (1532–1589), Sohn des spanischen Eroberers Hernán Cortés
- Cortés, Martín (* 1983), argentinischer Fußballspieler
- Cortés, Máximo (* 1988), spanischer Rennfahrer
- Cortés, Óscar (* 1968), kolumbianischer Fußballspieler
- Cortés, Óscar (* 2003), kolumbianischer Fußballspieler
- Cortes, Phil (* 1982), kanadischer Straßenradrennfahrer
- Cortés, Prudencio (* 1951), mexikanischer Fußballtorhüter
- Cortés, Quico (* 1983), spanischer Hockeyspieler
- Cortés, Rafael (* 1973), spanischer Flamencogitarrist in Deutschland
- Cortés, Ramiro (1931–2016), chilenischer Fußballspieler
- Cortés, Ricardo Anaya (* 1979), mexikanischer Rechtsanwalt und Politiker (PAN)
- Cortés, Roberto (1905–1975), chilenischer Fußballspieler
- Cortés, Rodrigo (* 1973), spanischer Regisseur, Filmproduzent, Drehbuchautor und Filmeditor
- Cortes-Rodrigues, Armando (1891–1971), portugiesischer Schriftsteller, Philologe und Ethnologe
- Cortes-Vargas, Estefania (* 1991), kanadische Politikerin der Alberta New Democratic Party
- Cortés-Vázquez, Lorraine (* 1950), US-amerikanische Politikerin (Demokratische Partei)
- Cortesão, Jaime (1884–1960), portugiesischer Arzt, Politiker, Historiker, Autor
- Cortese, Domenico Tarcisio (1931–2011), emeritierter Bischof
- Cortese, Franco (1903–1986), italienischer Automobilrennfahrer
- Cortese, Isabella, italienische Alchemistin (Chemikerin)
- Cortese, Leonardo (1916–1984), italienischer Schauspieler und Regisseur
- Cortese, Paul (* 1960), US-amerikanischer Bratschist italienischer Herkunft
- Cortese, Placido (* 1907), italienischer Franziskaner und Opfer des Nationalsozialismus
- Cortese, Sandro (* 1990), deutscher MotorradrennfahrerSandro Cortese (* 1990)

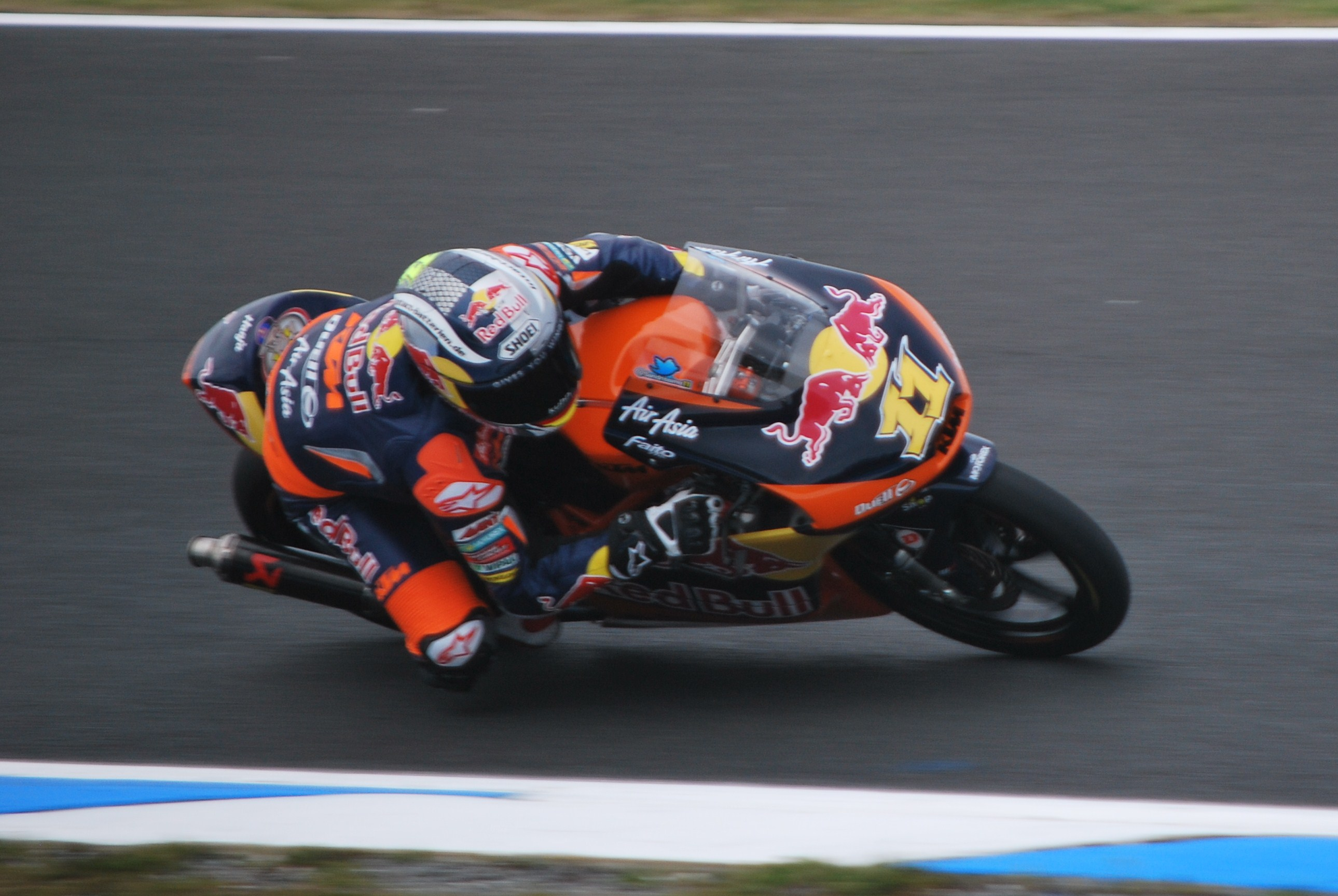
Sandro Cortese (* 1990)

- Cortese, Valentina (1923–2019), italienische Schauspielerin
- Cortesi, Celeste (* 1997), philippinisch-italienisches Model
- Cortesi, Filippo (1876–1947), italienischer Geistlicher, römisch-katholischer Erzbischof und Diplomat des Heiligen Stuhls
- Cortesi, Marco (* 1956), Schweizer Polizist und Mediensprecher der Stadtpolizei Zürich
- Cortesi, Mario (* 1940), Schweizer Journalist und Filmproduzent
- Cortesina, Helena (1903–1984), spanische Tänzerin, Schauspielerin und Regisseurin
- Corteyn, Omer (1896–1979), belgischer Sprinter
- Corteyn, Serge (* 1967), belgischer Fusionmusiker
- Cortez Lara, Marco Antonio (* 1957), peruanischer Theologe und Bischof von Tacna y Moquegua
- Cortez Llorca, Lucía (* 2000), spanische Tennisspielerin
- Cortez Masto, Catherine (* 1964), amerikanische Juristin und PolitikerinCatherine Cortez Masto (* 1964)

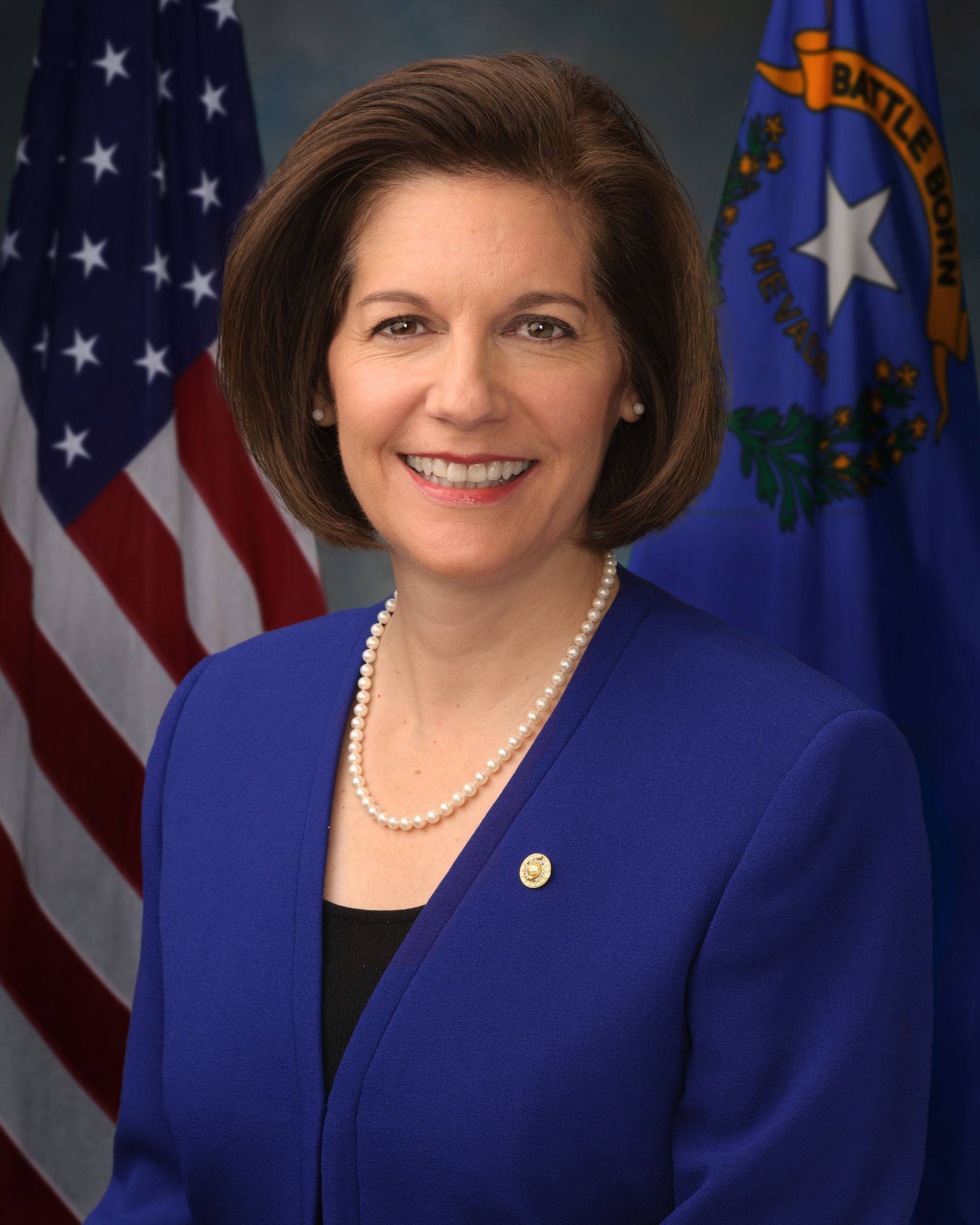
Catherine Cortez Masto (* 1964)

- Cortez, Alberto (1940–2019), argentinischer Singer-Songwriter
- Cortez, Álvaro (* 1995), chilenischer Leichtathlet
- Cortez, Bruno (* 1987), brasilianischer Fußballtorhüter
- Cortez, Chris (* 1988), US-amerikanischer Fußballspieler
- Cortez, Dave (1938–2022), US-amerikanischer R&B-Musiker und Organist
- Cortez, Edward († 2005), US-amerikanischer Kommunalpolitiker
- Cortez, Jayne (1934–2012), US-amerikanische Schriftstellerin und Vokalimprovisatorin
- Cortez, Joe (* 1945), US-amerikanisch-puerto-ricanischer Box-Referee
- Cortez, Madeleine (* 2000), chilenische Handballspielerin
- Cortez, Manuel (* 1979), deutscher SchauspielerManuel Cortez (* 1979)

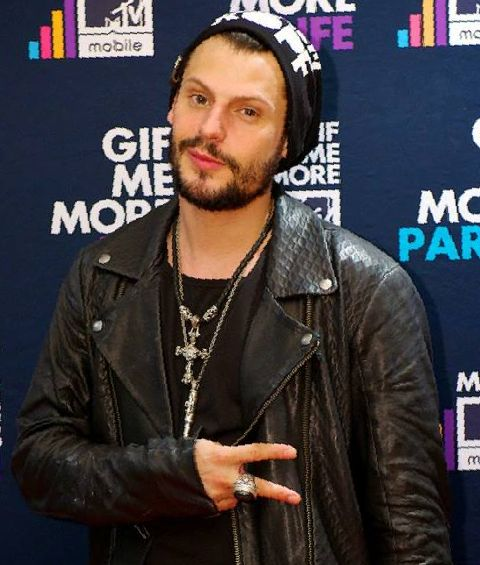
Manuel Cortez (* 1979)

- Cortez, Ricardo (1899–1977), US-amerikanischer Schauspieler
- Cortez, Stanley (1908–1997), US-amerikanischer Kameramann
- Corteza, Lee Van (* 1979), philippinischer Poolbillardspieler

### Corth
- Corthals, Johan (* 1948), belgischer Keltologe und Indogermanist
- Corthis, André (1882–1952), französische Schriftstellerin
- Corthum, Andreas (1605–1681), deutscher Archiadiakon und Schriftsteller
- Corthum, Johann Carl (1740–1815), deutscher Gärtner und Pflanzenzüchter
- Corthum, Justus (1653–1724), deutscher evangelisch-lutherischer Geistlicher
- Corthum, Justus (1684–1731), deutscher evangelisch-lutherischer Geistlicher
- Corthum, Lucas (1688–1765), deutscher Jurist, Ratsherr und Bürgermeister von Hamburg

### Corti
- Corti, Alessio (* 1965), italienischer Mathematiker
- Corti, Alfonso (1822–1876), italienischer Anatom
- Corti, Arnold (1873–1932), Schweizer Chemiker und Entomologe
- Corti, Axel (1933–1993), österreichischer Regisseur
- Corti, Bonaventura (1729–1813), italienischer Botaniker
- Corti, Cecily (* 1940), österreichische SozialarbeiterinCecily Corti (* 1940)

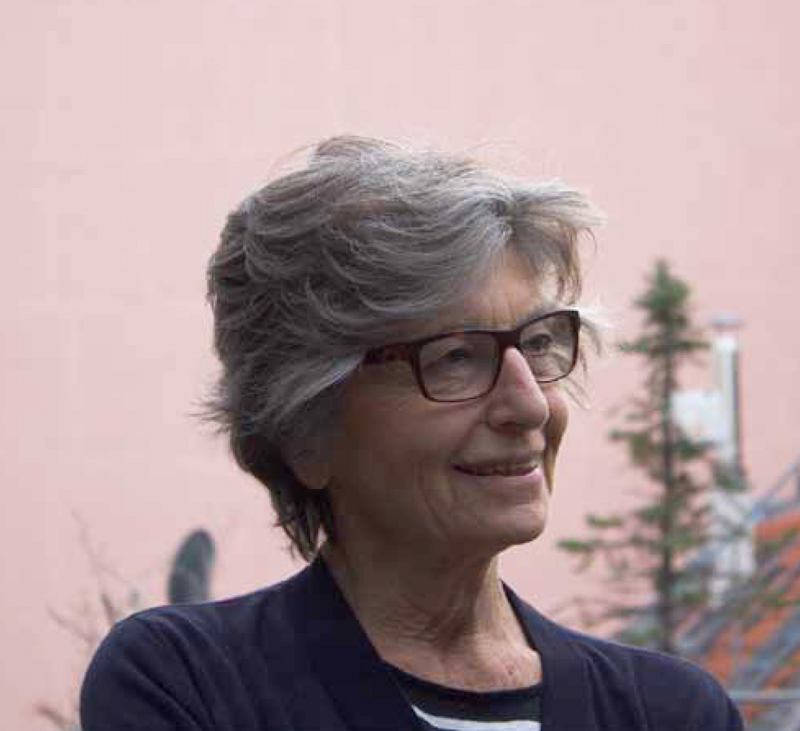
Cecily Corti (* 1940)

- Corti, Claudio (1928–2010), italienischer Alpinist
- Corti, Claudio (* 1955), italienischer Radrennfahrer und Teamleiter
- Corti, Claudio (* 1987), italienischer Motorradrennfahrer
- Corti, Davide (* 1972), italienischer Fußballspieler und Fußballtrainer
- Corti, Egon Caesar (1886–1953), lombardischer Historiker
- Corti, Francesco (* 1963), italienischer Dirigent
- Corti, Jean (1929–2015), italienischer Akkordeonist und Komponist
- Corti, José (1895–1984), französischer Autor und Verleger
- Corti, Luigi (1823–1888), italienischer Diplomat und Politiker
- Corti, Maria (1915–2002), italienische Romanschriftstellerin und Literaturwissenschaftlerin, Romanistin und Italianistin
- Corti, Mario, italienischer Skispringer und Nordischer Kombinierer
- Corti, Mario (1931–2020), italienischer Fußballspieler
- Corti, Mario (* 1946), italienischer Radrennfahrer
- Corti, Mario (* 1946), Schweizer Manager
- Corti, Mario (* 1977), deutscher Koch
- Corti, Nina (* 1953), Schweizer Flamenco-TänzerinNina Corti (* 1953)

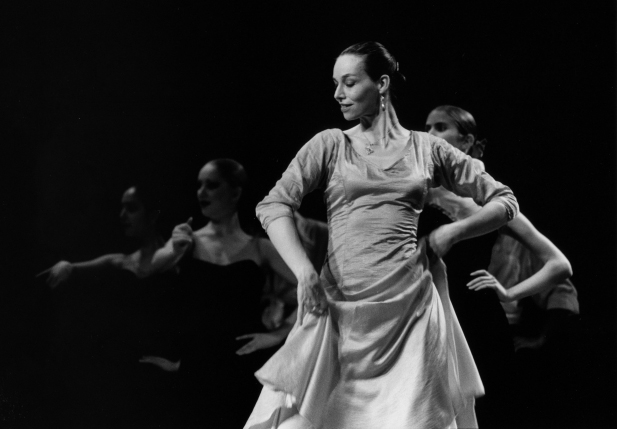
Nina Corti (* 1953)

- Corti, Renato (1936–2020), italienischer Geistlicher und römisch-katholischer Bischof von Novara
- Corti, Severin (* 1966), österreichischer Restaurantkritiker und Journalist
- Corti, Ulrich Arnold (1904–1969), Schweizer Chemiker und Ornithologe
- Corti, Walter Robert (1910–1990), Schweizer Philosoph und Publizist
- Cortier, Maurice (1879–1914), französischer Kolonialoffizier und Afrikaforscher
- Cortier, Véronique, französische Mathematikerin und Informatikerin
- Cortijo Ocaña, Antonio (* 1967), spanischer Romanist
- Cortijo, Rafael (1928–1982), puerto-ricanischer Musiker
- Cortin, Hélène (* 1972), französische Ruderin
- Cortina Mauri, Pedro (1908–1993), spanischer Politiker, Außenminister
- Cortina, Alfonso (1944–2020), spanischer Manager
- Cortina, Jon (1934–2005), spanisch-salvadorianischer Jesuit und Menschenrechtler
- Cortina, Juan José, mexikanischer Fußballspieler
- Cortina, Pat (* 1964), italo-kanadischer Eishockeytrainer
- Cortinas, Ismael (1884–1940), uruguayischer Politiker, Journalist und Dramatiker
- Cortines, Adolfo Ruiz (1890–1973), mexikanischer Präsident (1952–1958)
- Cortines, José Guillermo (* 1973), dominikanischer Sänger und Schauspieler
- Cortini, Bruno (1943–1989), italienischer Filmregisseur
- Cortinovis, Alessandro (* 1977), italienischer Radrennfahrer
- Cortinovis, Franco (* 1945), italienischer Radrennfahrer
- Cortis, Antonio (1891–1952), spanischer Opernsänger (Tenor)
- Cortizo Rosendo, Joaquín (1932–2018), spanischer Fußballspieler und -funktionär
- Cortizo, Carlos (* 1964), brasilianisch-spanischer Choreograf und Videokünstler
- Cortizo, Laurentino (* 1953), panamaischer Politiker

### Cortj
- Cortjaens, Wolfgang (* 1966), deutscher Bau- und Kunsthistoriker

### Cortl
- Cortlever, George (1885–1972), niederländischer Schwimmer und Wasserballspieler
- Cortlever, Nicolaas (1915–1995), niederländischer Schachspieler

### Cortn
- Cortner, Bob (1927–1959), US-amerikanischer Autorennfahrer
- Cortnum, Bernhard Heinrich († 1754), deutscher Goldschmied und evangelischer Diakon der Marktkirche in Hannover

### Corto
- Cortolezis, Fritz (1878–1934), deutscher Dirigent, Operndirektor und -komponist
- Cortolezis-Schlager, Katharina (1960–2015), österreichische Unternehmensberaterin und Politikerin (ÖVP), Landtagsabgeordnete
- Cortona, Domenico da, Architekt
- Cortona, Pietro da (1596–1669), Baumeister und Maler des programmatischen, römischen Hochbarocks
- Cortoni, Clodomiro (1923–2000), argentinischer Radrennfahrer
- Cortot, Alfred (1877–1962), Schweizer Pianist und Dirigent
- Cortot, Jean-Pierre (1787–1843), französischer Bildhauer

### Cortr
- Cortright, Richard (1929–2009), US-amerikanischer Radrennfahrer
- Cortright, Steven (1942–1991), US-amerikanischer Maler und Fotograf

### Corts
- Corts, Richard (1905–1974), deutscher Leichtathlet
- Corts, Udo (* 1955), deutscher Politiker (CDU), MdL, Hessischer Minister für Wissenschaft und Kunst (2003–2008)
- Cortsen, Peter Anton (1845–1912), dänischer Schiffszimmerer und Architekt
- Cortsen, Søren Peter (1878–1943), dänischer Lehrer, Altphilologe und Etruskologe

### Cortu
- Cortus, Benjamin (* 1981), deutscher FußballschiedsrichterBenjamin Cortus (* 1981)

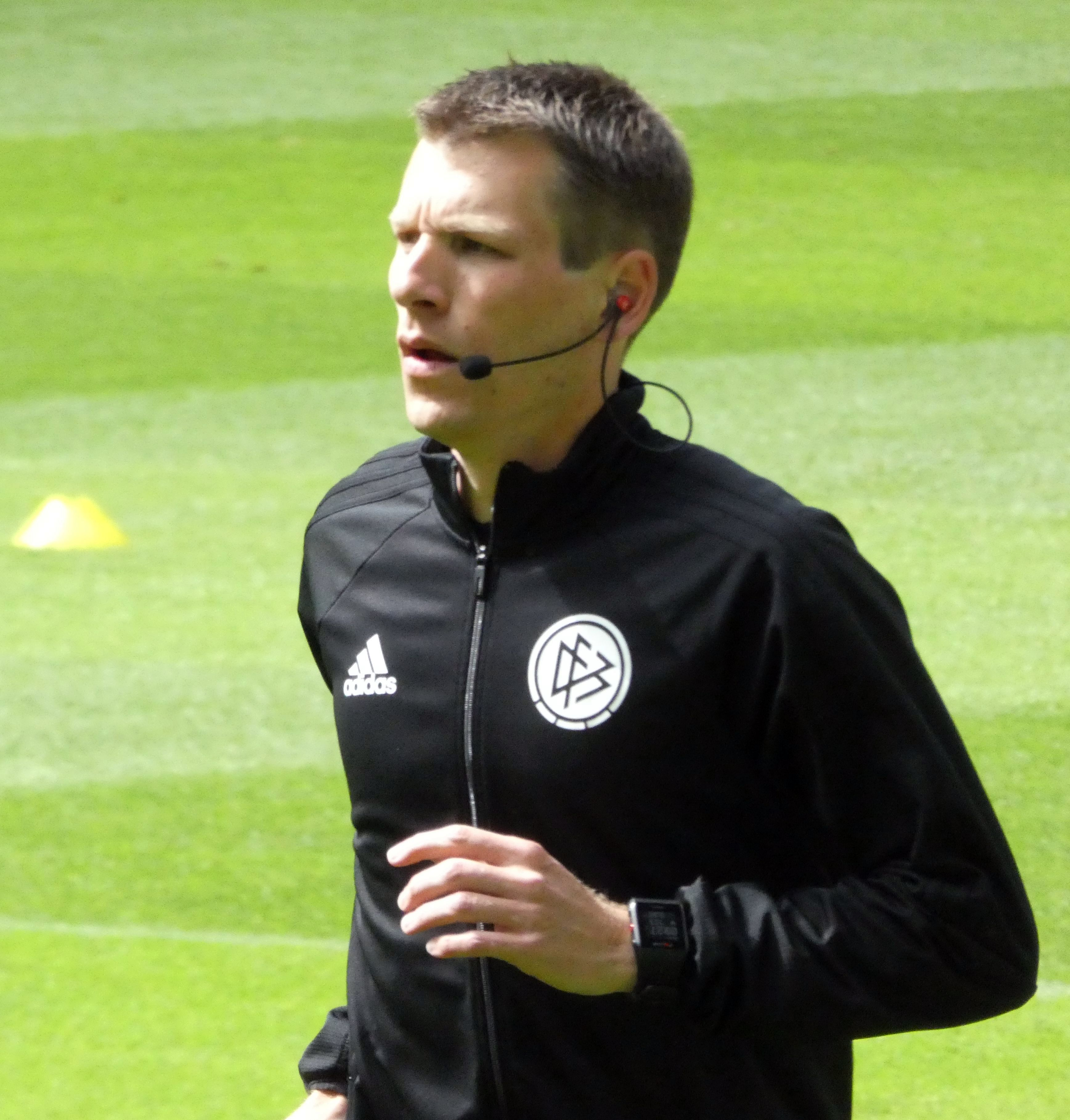
Benjamin Cortus (* 1981)

- Cortusi, Giacomo Antonio (1513–1603), italienischer Botaniker

### Corty
- Corty, Albert († 1970), französischer Industrieller und Karambolagespieler

### Cortz
- Cortzen, Jonas (* 1874), grönländischer Landesrat